# 方博
方 博（ほう はく、Fang Bo、ファン・ボ、1992年1月9日 - ）は中国の卓球選手。湖北省通城県出身。

## 経歴
2009年世界ジュニア卓球選手権では、男子団体、男子シングルス、男子ダブルス、混合ダブルスに優勝し、男子史上初の4冠を達成した。また、2015年世界選手権男子シングルスでは、張継科や許昕を破って決勝に進出した。決勝では馬龍に2-4で敗れたが第5ゲームの激しいラリーは「世紀のポイント」と賞され、年末のITTFスターアワードでスターポイント賞を授与された。
2021年10月、自身のSNS「微博」にて中国代表からの引退を発表した。

## プレースタイル
先輩である馬龍を彷彿とさせるような、豪快なフォアハンドドライブの連打が武器。

## 戦績
- 2009年世界ジュニア卓球選手権大会　4冠王
- 2012年ITTFプロツアーロシアオープン　3位
- 2013年ITTFプロツアーオーストリアオープン　優勝
- 2015年世界卓球選手権大会　男子シングルス　準優勝